# Janez Höfler
Janez Höfler, slovenski umetnostni zgodovinar in muzikolog, * 11. december 1942, Zagreb

## Življenje in delo
Po osnovni in srednji šoli v Ljubljani je Höfler najprej študiral matematiko in fiziko na Fakulteti za naravoslovje in tehnologijo (1961–1963), nato pa od leta 1963 naprej muzikologijo in umetnostno zgodovino na Filozofski fakulteti Univerze v Ljubljani. Po diplomi (1968 - muzikologija, 1971 - umetnostna zgodovina) je na obeh smereh tudi doktoriral (1973 - muzikologija, 1975 - umetnostna zgodovina). Sprva je bil bolj aktiven na glasbenem področju (1968–1972 tudi kot poklicni tajnik Glasbene mladine Slovenije, od leta 1972 podpredsednik Glasbene mladine Slovenije, od leta 1975 podpredsednik Glasbene mladine Jugoslavije, tudi predsednik uredniškega sveta revije Glasbena mladina) in je objavil vrsto člankov in monografij s področja muzikologije (npr. o renesančni in baročni glasbi, o Dominiqueu Phinotu).
Od leta 1972 do upokojitve 2005 je bil zaposlen na oddelku za umetnostno zgodovino Filozofske fakultete (1972 asistent, 1975 docent, 1981 izredni profesor, 1987 redni profesor), kjer je predaval zgodovino umetnosti na Slovenskem in pri drugih južnoslovanskih narodov v srednjem veku. Med njegovimi doktorandi so Janez Balažic, Gašper Cerkovnik, Metoda Kemperl, Matej Klemenčič, Anabelle Križnar, Uroš Lubej, Simona Menoni, Renata Novak Klemenčič, Robert Peskar, Samo Štefanac, Alenka Vodnik in Tanja Zimmermann. Med letoma 1994 in 1996 je bil predstojnik oddelka za umetnostno zgodovino Filozofske fakultete v Ljubljani, od 1994 dalje tudi vodja temeljnega raziskovalnega projekta in kasneje raziskovalnega programa pri Znanstvenem inštitutu Filozofske fakultete in član strokovnega odbora ciljnega raziskovalnega programa Kulturni prostori pri Ministrstvu za znanost in tehnologijo Republike Slovenije. Med letoma 2004 in 2009 je bil član in predsednik Strokovnega sveta Narodne galerije.  2006 je bil imenovan za zaslužnega profesorja ljubljanske univerze, 2017 je bil izvoljen za izrednega, 2023 pa za rednega člana Slovenske akademije znanosti in umetnosti v I. razredu (za zgodovinske in dužbnene vede) SAZU.
Pogosto se je izpopolnjeval v tujini, kasneje pa tam tudi gostoval kot predavatelj in raziskovalec: mdr. je bil štipendist Humboldtove ustanove (prvič 1978/1979, München), kasneje pa je gostoval mdr. na univerzah v Braunschweigu (1985), Gradcu (1989/1990) in Münchnu (1990/1991, 1996/1997, 2006), večkrat tudi v Regensburgu, Berlinu, Passauu, Urbinu in na Dunaju. Leta 1986/1987 je kot štipendist harvardske univerze bival na Centru za italijanske renesančne študije v Firencah na Villi I Tatti (Harvard University Center for Italian Renaissance Studies), kamor se je leta 2002 vrnil kot gostujoči profesor. Pogosto je predaval tudi na mednarodnih simpozijih, mdr. leta 1983 na kongresu Mednarodnega komiteja umetnostnih zgodovinarjev (CIHA) na Dunaju, pa tudi v Zagrebu, Gradcu, Firencah, Pragi, Luxembourgu, na Dunaju in drugod.
Leta 1988 je bil pritegnjen v mednarodni projekt The Dictionary of Art (McMillan, London) z gesli o nemških, avstrijskih, čeških in slovenskih slikarjih 15. in 16. stoletja, leta 1991 je sodeloval pri pripravi prve koroške deželne razstave Schatzhaus Kärntens v Šentpavlu/St. Paul. Med pomembnimi mednarodnimi projekti (razstave, simpoziji, zborniki), ki jih je organiziral v Ljubljani, sta Gotika v Sloveniji (1994–1995) in Francesco Robba in beneško kiparstvo 18. stoletja (1998, oboje z Narodno galerijo), vodil pa je tudi bilateralni slovensko-bavarski umetnostnozgodovinski projekt v sodelovanju z univerzama v Regensburgu in Münchnu s tremi simpoziji v Ljubljani (2001, 2004, 2008) in dvema publikacijama.
Objavil je vrsto znanstvenih člankov in monografij, mdr. tudi v Avstriji, Italiji, Nemčiji in Veliki Britaniji. Poleg slovenske, avstrijske in hrvaške srednjeveške umetnosti je raziskoval tudi zgodnjo renesanso v Italiji, probleme cerkvene teritorialne organizacije pred jožefinskimi reformami in zgodovino slovenske umetnostne zgodovine.

## Nagrade in priznanja
- nagrada Izidorja Cankarja za življenjsko delo (2005)
- zaslužni profesor Univerze v Ljubljani (2006)
- častni član Akademije Raffaello v Urbinu (2007)
- italijanska nacionalna nagrada Premio Frontino Montefeltro za knjigo Il Palazzo Ducale di Urbino, Urbino 2006 (2007)
- Priznanje Izidorja Cankarja za organizacijo in izvedbo mednarodnega projekta Umetnost okrog 1400 (kot del ekipe) (2013)
- akademik SAZU (Slovenske akademije znanosti in umetnosti: 2017 izredni, 2023 redni član)